# Richard Henderson
Richard Henderson, FRS, FMedSci, HonFRSC (født 19. juli 1945) er en skotsk molekylærbiolog og biofysiker og pioner inden for elektronmikroskopi af biologiske molekyler. Han modtog nobelprisen i kemi i 2017 sammen med Jacques Dubochet og Joachim Frank.